# ابچک
ابچک (فریدون‌شهر)، روستایی از توابع بخش مرکزی شهرستان فریدون‌شهر در استان اصفهان ایران است.

## جمعیت
این روستا در دهستان پشتکوه موگوئی قرار دارد و براساس سرشماری مرکز آمار ایران در سال ۱۳۸۵، جمعیت آن ۱۲۲ نفر (۲۱خانوار) بوده‌است.